# Quitumbe (Metro de Quito)
Quitumbe es la primera estación del Metro de Quito, funciona como terminal sur y cocheras de la línea 1. El predio se encuentra en la parroquia homónima (de la que recibe su nombre), al sur de la ciudad de Quito, bajo la Estación multimodal Quitumbe, entre las avenidas Mariscal Sucre y Guayanay Ñan, adyacente al Terminal Terrestre.

## Historia
El proceso constructivo de la estación inició el 19 de enero de 2016 con la presencia del alcalde Mauricio Rodas, quien autorizó simbólicamente la remoción de tierras en una extensa explanada de 10 hectáreas junto al Terminal Terrestre Quitumbe, dentro de la segunda fase del proyecto constructivo de la Línea 1. El proyecto, que incluía el levantamiento de la estación subterránea, la Estación multimodal de superficie y un edificio para el centro tecnológico y logístico de todo el sistema, estuvo a cargo del consorcio hispanobrasilero Acciona-Odebrecht y su costo ascendió a los 7.5 millones de dólares.

## Servicios
La estación cuenta con andenes laterales, cuatro accesos mediante escaleras fijas y mecánicas, ascensores adaptados para las personas con discapacidad, salida de emergencia, vestíbulo, subestación eléctrica, cocheras al final de la línea del tren, sistemas de información y áreas de espera y circulación para la conexión de la parada subterránea con la estación multimodal de superficie, que brindará conexiones a los sistemas Metrobús-Q, de autobuses público-privados y hacia el Terminal Terrestre.